# 让·巴蒂斯特·博比安
让·巴蒂斯特·博比安(Jean Baptiste Beaubien，1787 年 9 月 5 日 - 1864 年 1 月 5 日) 是一位出生于密歇根州底特律的多语种毛皮商人，他成为后来的伊利诺伊州芝加哥的早期居民，也是黑鹰战争期间伊利诺伊州库克县的早期公民和民兵领袖，晚年移居伊利诺伊州杜佩奇县。

## 早年和家庭生活
让·巴蒂斯特·博比安出生于底特律，父亲是 Marie-Josephette Douaire De Bondy，母亲是 Joseph Cuillerier Beaubien，出身于当地一个著名的法裔加拿大家庭。这对夫妇育有 10 个孩子，他的父亲与前妻育有 15 个孩子。他的弟弟 Mark Beaubien 也在 1826 年搬到了芝加哥，并因其Sauganash 酒店而小有名气。与他的朋友和竞争对手John Kinzie不同，博比安似乎没有拥有奴隶，但他在 1830 年确实雇佣了自由的有色人种。
博比安自 1804 年开始结过四次婚。他有过三任妻子，可能有多达 20 个孩子。他的第一任妻子，和同时代的许多商人一样，是一名美国原住民妇女，她的名字已不复存在，只知道她在生下他们的女儿玛丽时去世。 博比安于 1807 年与他的第二任妻子 Mah-naw-bun-no-quah 结婚，她也是渥太华人；她的父亲（或兄弟）Shabbona是渥太华人，娶了一名来自渥太华西南村庄的波塔瓦托米族妇女，当时该村庄位于后来的芝加哥以南。他们的第一个儿子 Charles Henry Beaubien (1807-1858) 出生于芝加哥，他们的第二个儿子 Madore Beaubien (1809-1883) 出生于密歇根州格兰德河的贸易站，但一生大部分时间都生活在芝加哥。 1812年3月，这位鳏夫与乔塞特·拉弗朗博瓦斯（Josette LaFramboise，1796-1845）结婚，后者的家人已从密尔沃基搬到芝加哥，但他们最终在密歇根湖另一端的麦基诺岛结婚。1855年，博比恩与纽约人路易丝·皮尼翁（Louise Pinion）结婚，后者比博比恩长寿。他们育有一子两女。

## 职业

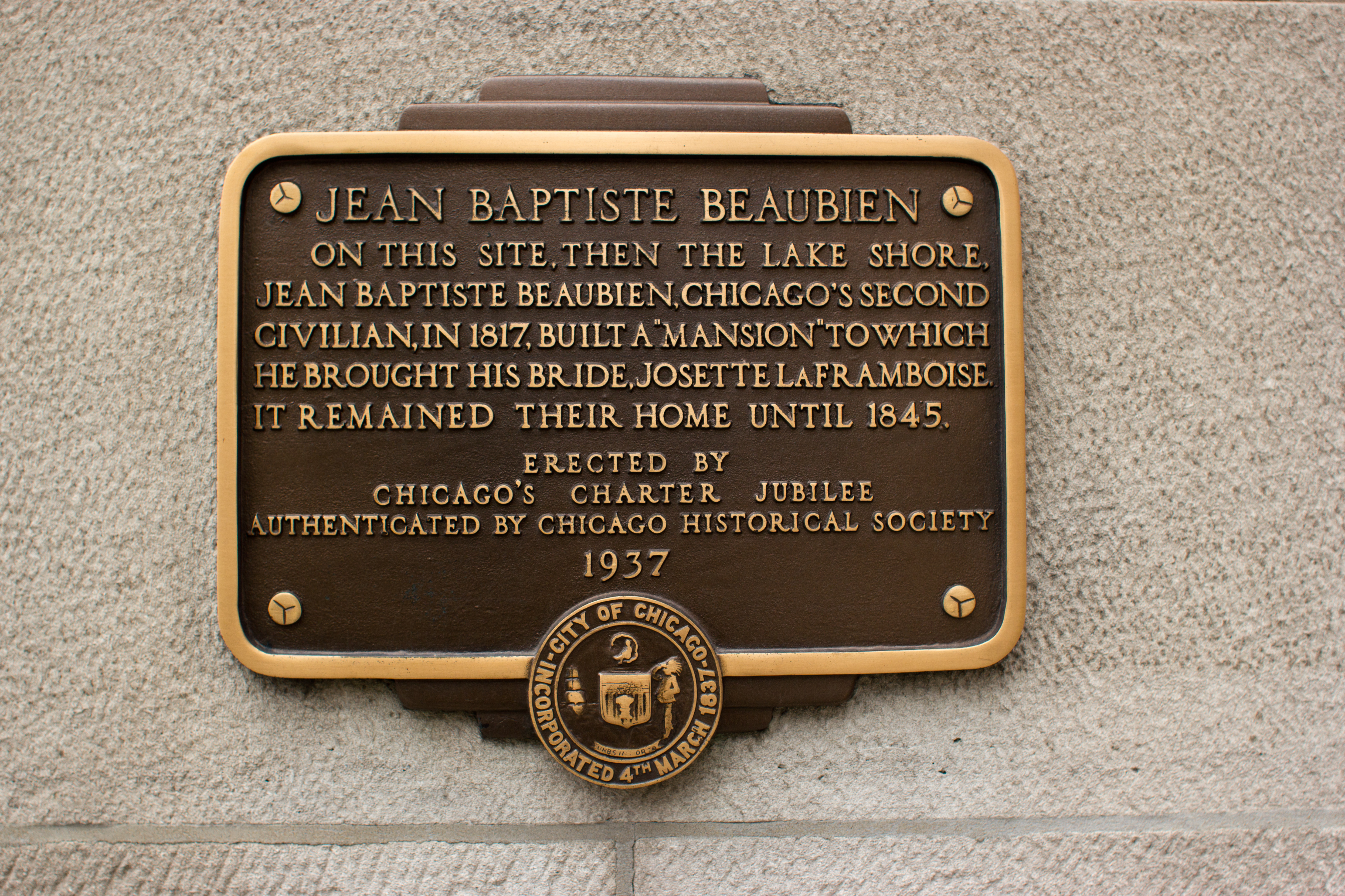
让·巴蒂斯特·博比安 (Jean Baptiste Beaubien) 的故居。

博比恩从约瑟夫·贝利 (Joseph Bailly)那里学会了毛皮贸易生意，贝利在今密歇根州的大河上有一个贸易站。贝利为博比恩提供了基础教育，就像他对待他的梅蒂斯人学徒亚历山大·罗宾逊一样，尽管与博比恩不同，罗宾逊从未学习过任何欧洲语言（而是使用自己的文字来记录账目）。到 1800 年，博比恩在威斯康辛州密尔沃基拥有自己的贸易公司。到 1806 年，贝利和罗宾逊在卡卢梅特湖地区（现属于芝加哥） 拥有了一个贸易站。

### 迪尔伯恩堡

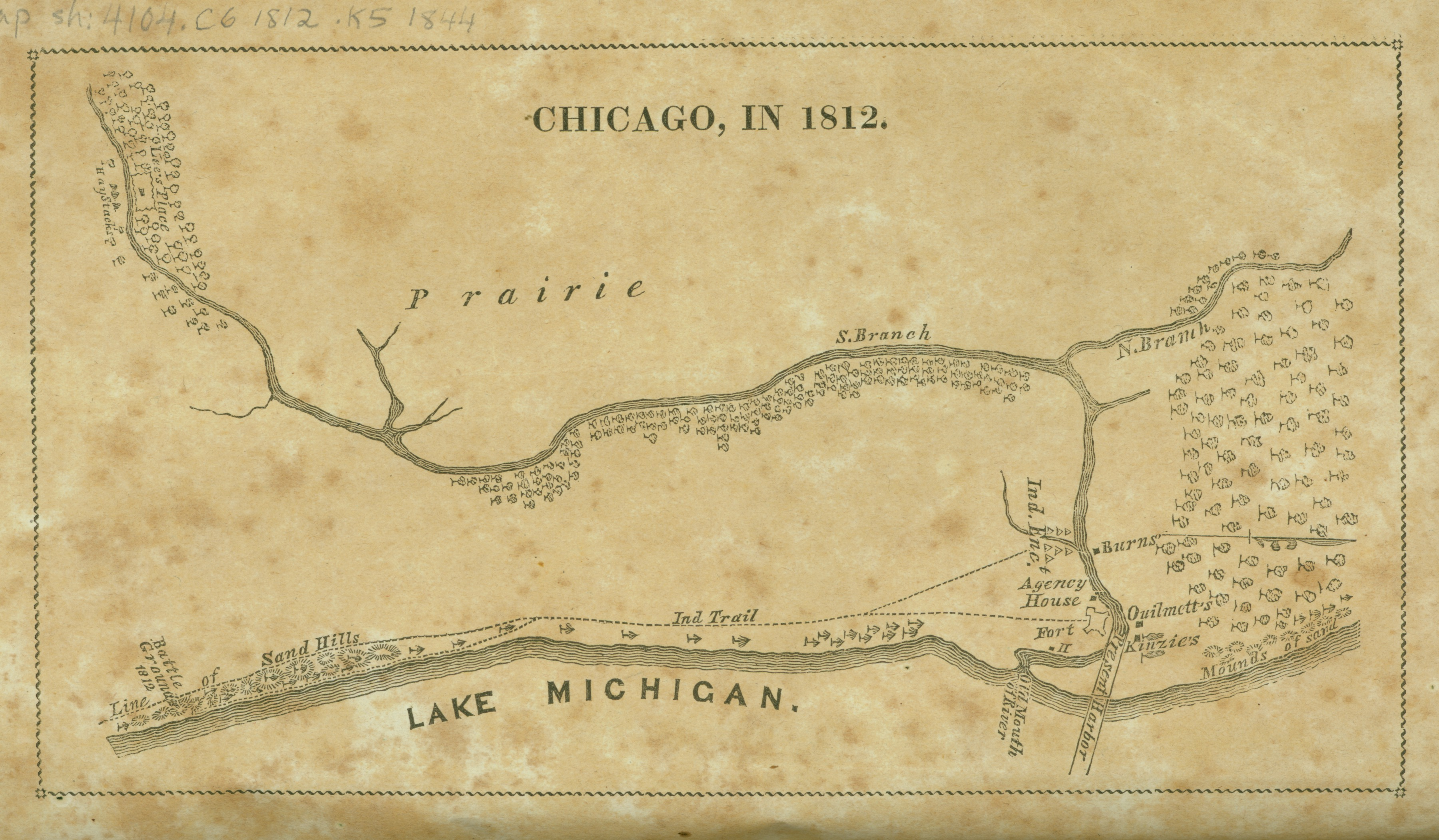
回顾 1812 年芝加哥的面貌。（右边是北）

博比恩第一次参观迪尔伯恩堡是在 1804 年建成后不久，后来这里成为了芝加哥市中心。但直到1812年他才在那里购买房产。 1812年4月，他带着新婚妻子 Josette La Framboise 以及她的梅蒂斯家人离开，在不友好的温尼贝戈人在一个偏远农场杀害并剥去几名高加索定居者的头皮之后，他们全都返回了密尔沃基，而这次事件后来被证明是1812年8月15日迪尔伯恩堡大屠杀的前奏。同为商人的约翰·金齐是堡垒指挥官内森·希尔德的朋友，他将家人搬进了堡垒，并在8月初警告希尔德不要服从1812年战争开始后的撤离命令；希尔德无视这一建议，遵守命令迁往韦恩堡，导致了大屠杀。与此同时，6月，金齐杀死了堡垒内敌对派系的翻译吉恩·拉莱姆，并逃往密尔沃基。在那里，他受到了怀疑，发现那些印第安人既反美，又计划加入英国商人罗伯特·迪克森指挥下的绿湾西部印第安人，与美国人开战。金齐回到芝加哥后，未能说服希尔德指挥官留在堡垒，最终招募了同为商人的亚历山大·罗宾逊，后者最终成功将一些幸存者疏散到格兰德河和底特律。
冲突期间，博比恩、罗宾逊和贝利继续经商，他们的货源来自迪克森，而不是他的美国竞争对手。 1814 年 1 月，罗伯特·福赛斯（约翰·金齐同父异母的兄弟）率领的美国远征队在圣约瑟夫俘虏了贝利和其他三名商人。约翰·金齐随后前往圣约瑟夫，说服几位美洲原住民领袖前往俄亥俄州格林维尔参加美国和平会议，最终签署了《格林维尔条约》（1814 年），但其他原住民领袖（尤其是梅恩·波克）拒绝了。

### 芝加哥创始人

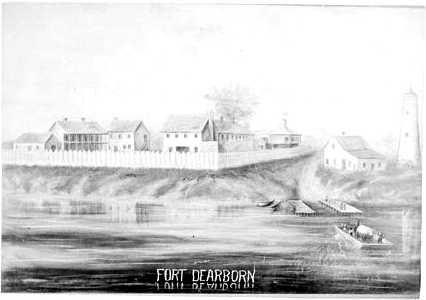
1816 年重建的迪尔伯恩堡

1816年，美军返回重建迪尔伯恩堡时，博比恩也返回了芝加哥。到1818年，他成为美国皮草公司的代理人，取代了金齐之前的职位。不过，他继续与金齐在其他商业领域合作，金齐在弗吉尼亚长大的儿子（与他的第一任妻子所生）詹姆斯·金齐则为美国皮草公司在密尔沃基和拉辛经营贸易站。博比恩在迪尔伯恩堡遗址南边购买了一栋房屋或小屋，并于1817年将其改建成谷仓，之后建造了一座新住宅和一个小型贸易站。
博比恩继续四处奔波，在密尔沃基和威斯康辛州的绿湾做生意，但此后总是回到他在芝加哥的基地。到 1822 年，约翰·克拉夫茨（John Crafts，底特律康纳特与麦克公司的前贸易商）成为美国皮毛公司在芝加哥的首席贸易商，博比恩和金齐都作为分代理为他工作。在美国政府结束与印第安人贸易的代理制度后，博比恩于 1823 年以 500 美元的价格从美国皮毛公司手中收购了前美国代理行，该行最初是第二迪尔伯恩堡的一部分。在 1825 年的第一份芝加哥税单上，博比恩是该镇最富有的人，其财产价值 1000 美元。他于 1825 年主持了芝加哥首届镇选举，并于 1826 年主持了芝加哥首届大选。 然而，随着美国皮草公司在芝加哥逐渐形成垄断，皮草贸易开始衰落，因为在钢制捕兽器发明后不久，当地的毛皮动物供应就枯竭了。取而代之的是，贸易商很快就获得了根据各种条约分配给合作的波塔瓦托米人和其他人的年金的大部分，酒类销售变得非常重要，美国皮草公司也从其代理商从当地人那里收到的大量货币中获得了补偿。尽管克拉夫茨于 1825 年在芝加哥死于疟疾，但博比恩和金齐（尽管他们之间存在不和）一直坚持到 1828 年。随后，动物数量的下降，以及大量白人定居者涌入割让的波塔瓦托米土地，导致美国皮草公司在芝加哥地区的业务突然终止（大约在 1828 年 1 月约翰·金齐死于中风的时候）。

### 杰出公民和官员

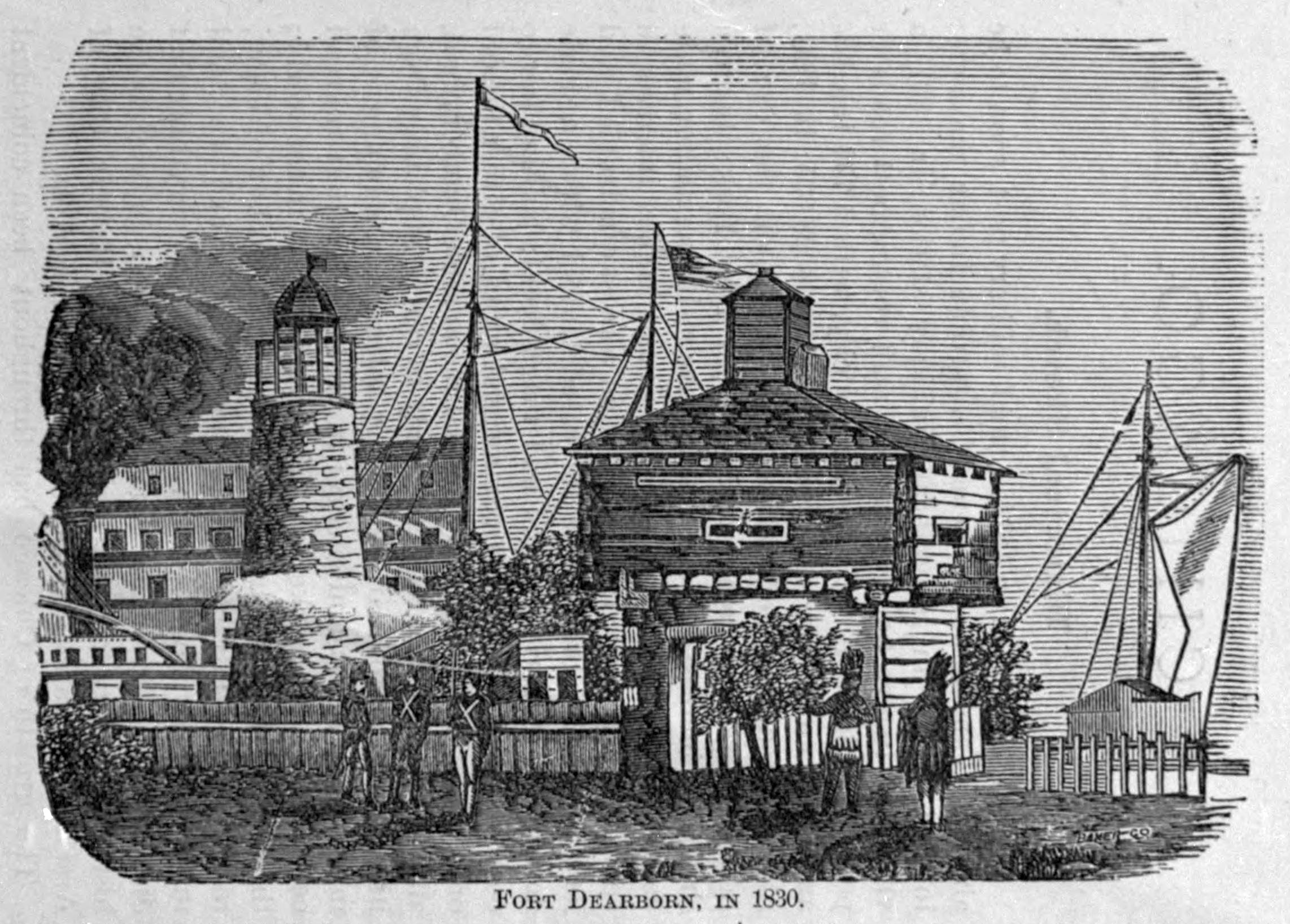

然而，随着印第安保留地的消失，博比恩拒绝离开芝加哥。1827 年，为了应对温尼贝戈人袭击的恐慌，他招募了一支民兵队。次年，皮奥里亚地方法院任命博比恩为约翰·金齐遗产的管理人；1829 年，他成为小弗朗索瓦·拉弗朗博瓦斯、印第安人代理人亚历山大·沃尔科特等人遗产的公共管理人；1830 年，博比恩还是三位地方选举法官之一。 1829 年，伊利诺伊和密歇根运河的测量员受命绘制运河沿线城镇的地图。1831 年至 1832 年冬天，博比恩成为芝加哥辩论协会的会长。当然，在 1833 年芝加哥镇正式成立之前的人口普查中，博比恩（以及他的兄弟和儿子们）名列“500 名芝加哥人”之列。
与此同时，索托族战士黑鹰获得了伊利诺伊州北部和威斯康星州剩余的波塔瓦托米人的支持，其中包括比利·考德威尔，他取代了亚历山大·罗宾逊、沙博纳和约瑟夫·拉弗朗博瓦斯等博比恩长期结交的当地人和梅蒂人，失去了权力。约翰·金齐的同父异母兄弟托马斯·福赛斯曾担任伊利诺伊州西部索克族和梅斯克瓦基族的印第安代理人（住在圣路易斯），但在安德鲁·杰克逊政府内部改组后被突然解雇，导致美国陆军情报工作失败，紧张局势加剧。
1832 年黑鹰战争爆发时，博比恩再次组建了一支约 25 人的队伍并担任队长。该队与一群波塔瓦托米侦察兵一起工作，战争被证明是短暂的。在由考德威尔、罗宾逊和其他主张补偿迁移的人（特别是在1830 年《印第安人迁移法案》之后）谈判的1833 年《芝加哥条约》中，博比恩担任了见证人。金齐和福赛斯家族获得了 50,000 多美元（尽管约翰金齐已经去世，托马斯福赛斯也将于 1833 年去世），美国毛皮公司获得了 17,000 美元以偿还波塔瓦托米人的债务，个体商贩也获得了补偿（博比恩本人根据条约获得了 250 美元或 3000 美元的债务补偿）。 1833年，博比恩竞选新镇的董事之一，但落选。次年，他当选为库克县民兵（后来成为第60伊利诺伊州民兵团）的首任上校。他还捐赠了两块土地，建造了该市第一座天主教堂——圣玛丽天主教堂。

### 博比恩土地索赔诉讼
1835 年，正值房地产繁荣时期，在罗伯特·A·金齐（商人之子）成功认领另一块市中心地皮后，博比恩似乎通过当地政府土地代理商以 94.61 美元的价格购买了迪尔伯恩堡（75.69 英亩）的地皮，尽管他之前的两次尝试都收到了拒绝信，理由是那里是军事保留地。 与他购买镇上第一辆马车或第二架钢琴（供女儿使用）不同，这次尝试引发了诉讼，特别是他位于南部的律师试图驱逐堡垒的指挥官拉斐特·威尔科克斯少校。
未来的伊利诺伊州州长托马斯·福特是最初的法官，他指出，在博比恩将新的登记证书寄往华盛顿并申请正式的土地专利后，土地总署未能采取行动。他裁定博比恩的主张不完整。当博比恩上诉时，伊利诺伊州最高法院（由他的朋友西奥菲勒斯·W·史密斯起草的意见书）认为他的主张有效，理由是州立法机构从未授权过军事保留地。然而，美国最高法院裁定伊利诺伊州的判决无效，裁定联邦政府允许先前存在的土地索赔的赏金被滥用，并且政府已经正确建立了军事保留地。参议员兼未来的伊利诺伊州最高法院首席大法官西德尼·布里斯是博比恩的律师之一，华盛顿特区律师弗朗西斯·斯科特·基和丹尼尔·韦伯斯特也是，但他们遭到了司法部长费利克斯·格兰迪和查尔斯·巴特勒的反对。巴特勒是他前任的兄弟，现在代表一群土地投机者。
判决之后，美国地方法院下令退还博比恩的款项，军方意识到由于美洲原住民已经离开该地区，堡垒没有必要，土地总署着手准备将该地产细分并公开拍卖，作为“芝加哥迪尔伯恩堡增建部分”（只保留灯塔和港务长宿舍的空间）。尽管1837年大恐慌后房地产价格下跌，但随后出售的233块地皮为联邦政府筹集了106,042.16美元。尽管如此，芝加哥人还是反对，因为曾协助政府起诉博比恩索赔的律师詹姆斯·H·柯林斯买下了博比恩十七年前建房的六块地皮中的五块，而博比恩只能以225美元的价格购买其中一块。要么是博比恩买不起剩余的土地后卖掉了自己的地块，要么就是柯林斯在 1839 年真的把博比恩从他位于密歇根大道的家中赶了出来。然而，柯林斯后来在控告伊利诺伊中央铁路公司侵占其湖滨地产的诉讼中并没有那么成功。1854 年，联邦政府正式放弃了灯塔和港口区域，博比恩的朋友、国会议员约翰·温特沃斯争取到了特别立法，允许博比恩对那九块地块申请专利。

### 晚年
败诉后，博比恩从芝加哥镇搬到了伊利诺伊州库克县一个农场，该农场靠近通往德斯普兰斯河的陆路运输枢纽，当时被称为“Hardscrabble”，后来被称为芝加哥的布里奇波特街区。关于他是直接卖掉了在1836年土地拍卖会上成功购得的地块，还是被赶出了他在芝加哥剩余的房屋，说法不一。法院还评估了他败诉所需的法律费用，这多年来一直是他的经济问题。一些记载表明，博比恩在1840年至1850年间的农场靠近他长期的梅蒂斯朋友兼贸易伙伴亚历山大·罗宾逊的农场，该农场也在德斯普兰斯河畔。尽管存在这些法律纠纷，博比恩还是在1850年获得了民兵军官衔，军衔为“准将”。伊利诺伊州民兵的指挥权后来移交给了中校塞斯·约翰逊。 一位历史学家指出，博比恩在那家农场住了十年，但在1855年搬到了芝加哥西区，因为他娶了第四任妻子。一个问题可能是芝加哥的边界扩张，因为罗宾逊农场的一部分被并入了芝加哥西区。所有人都一致认为，博比恩于1858年将他的家人从库克县搬到了后来成为伊利诺伊州内珀维尔的地方，靠近杜佩奇县的杜佩奇河。

## 死亡与遗产
博比恩于 1863 年 1 月或 1864 年 1 月在此去世。芝加哥历史中心收藏着一幅 1825 年的博比恩肖像，以及一些在芝加哥大火中幸存下来的文件。 芝加哥湖畔的一条小街“博比恩苑”以创始人的名字命名，可通往伊利诺伊中央铁路的货运仓库。上图所示的芝加哥市中心历史地标建于 1937 年，是芝加哥宪章一百周年纪念的一部分。芝加哥公立学校以博比恩的名字命名了北侧的一所小学。库克县森林保护区将南侧靠近主教福特高速公路、可通往小卡卢梅特河和 19 英亩人工弗拉特富特湖的279 英亩土地命名为“博比恩森林”。